# Dysmoropelia dekarchiskos
Dysmoropelia dekarchiskos (лат.) — вымерший вид птиц семейства голубиных из монотипического рода Dysmoropelia, обитавший на острове Святой Елены.

## Этимология
Название рода происходит с греческого dysmoros (несчастный) плюс pelia (дикий голубь). Название вида происходит с греческого dekarches (в буквальном смысле, лидер 10 мужчин), а также мужское уменьшительное iskos.

## Распространение
Обитал на острове Святой Елены. Известен только по ископаемым остаткам, начиная с плейстоценовых отложений. Вероятно вымер после колонизации острова в 1502 году. Причиной исчезновения, скорее всего, были охота и акклиматизация хищников.

## Морфология
Крупный представитель семейства голубиных с небольшими крыльями и большими хорошо развитыми задними конечностями.